# Karl Hielle
Karl Hielle (25. července 1848 Krásná Lípa – 17. listopadu 1891 Vídeň) byl rakouský a český podnikatel a politik německé národnosti, koncem 19. století poslanec Českého zemského sněmu a Říšské rady.

## Biografie

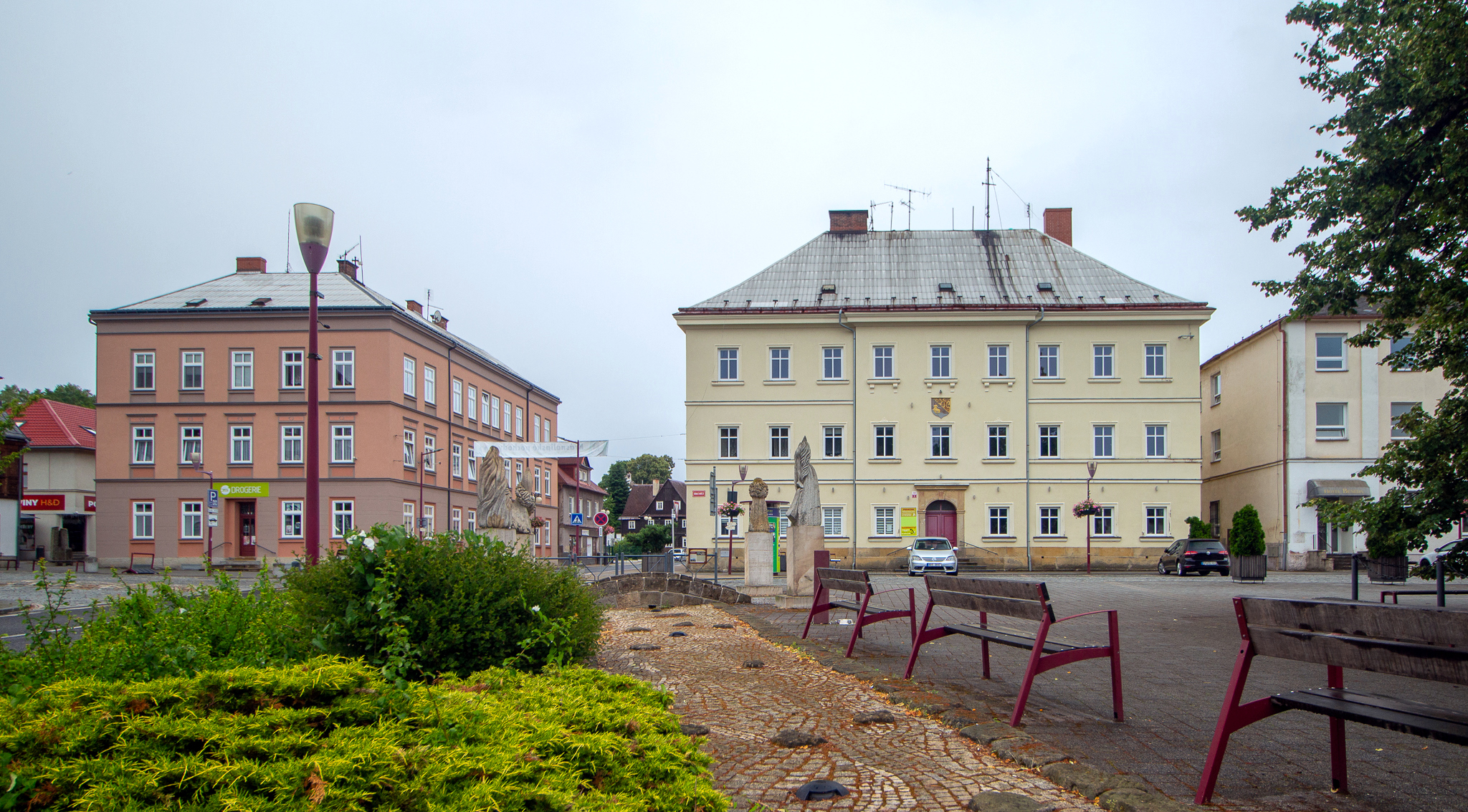
Krásná Lípa, rodiště a místo působení Karla Hielleho

Profesí byl podnikatelem v textilním průmyslu. V roce 1864 absolvoval německou reálku v Praze. Čtyři roky pak studoval na drážďanské polytechnice. Jistý čas potom strávil na cestách v Rusku a Anglii a následně nastoupil do firmy Hielle a Wünsche v Krásné Lípě. V tomto městě také dlouhodobě zasedal v obecním zastupitelstvu. V roce 1884 se stal členem liberecké obchodní komory.
V 80. letech 19. století se zapojil i do zemské a celostátní politiky. Ve doplňovacích volbách v listopadu 1885 byl zvolen na Český zemský sněm za kurii obchodních a živnostenských komor (obvod Liberec). Ve volbách v roce 1889 zde mandát obhájil. Zasedal také v Říšské radě (celostátní zákonodárný sbor), kam nastoupil 26. dubna 1887 po doplňovací volbě místo Hanse Stingla. Zastupoval zde městskou kurii, obvod Rumburk, Krásná Lípa atd. Mandát obhájil ve volbách do Říšské rady roku 1891.
Patřil mezi německé liberály (takzvaná Ústavní strana). Na Říšské radě zasedal v klubu Sjednocené německé levice, do kterého se spojilo několik ústavověrných proudů německých liberálů.
Zemřel v listopadu 1891 na mrtvici. Během schůze Říšské rady se mu udělalo nevolno a odebral se do svého bytu. Zde se po jednom dni jeho stav poněkud zlepšil, ale když vyšel do chodby, upadl, ztratil vědomí a po chvíli zemřel.